# 尼加拉瓜总统
尼加拉瓜共和国联合总统（西班牙語：copresidentes de la República de Nicaragua）是尼加拉瓜的國家元首和政府首脑。
尼加拉瓜总统职位是依《1854年宪法》设立的。在此之前，从1825年起至《1839年宪法》颁布，尼加拉瓜的国家元首称为“国家元首”（Jefe de Estado），1839年至1854年则称为“最高执政官”（Supremo Director）。
2025年，尼加拉瓜修宪，修改后的宪法规定总统权力由两位联合总统而非一人行使。联合总统由普选产生，任期为六年。修正案通过后，现任总统丹尼尔·奥尔特加和其妻子兼副总统罗萨丽奥·穆里略被宣布为首任联合总统。在此之前，奥尔特加自2007年以来一直担任总统。